# Mörzelspitze
Die Mörzelspitze ist ein 1830 Meter hoher Berg im Bregenzerwaldgebirge, der sich auf der Gemeindegrenze zwischen den beiden österreichischen Gemeinden Dornbirn und Mellau im Bregenzerwald befindet. Der Gipfel des Berges ist zu Fuß gut erreichbar und gehört zum so genannten Dornbirner First, einer Bergkette, die an klaren Tagen noch von Friedrichshafen aus gut erkennbar ist. Die Süd- und Ostseite liegen im Naturschutzgebiet Hohe Kugel - Hoher Freschen - Mellental.

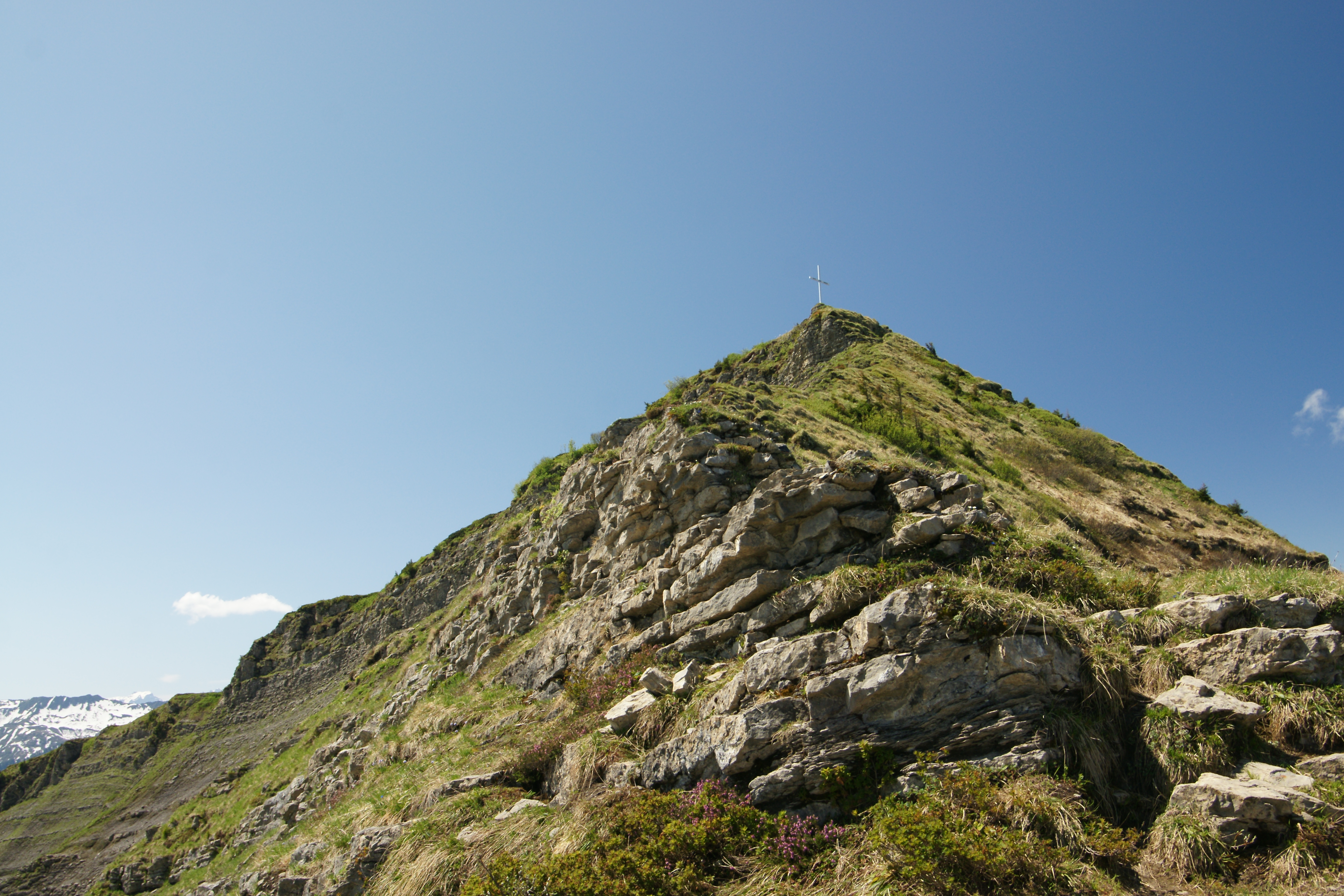
Aufstieg zum Gipfel der Mörzelspitze
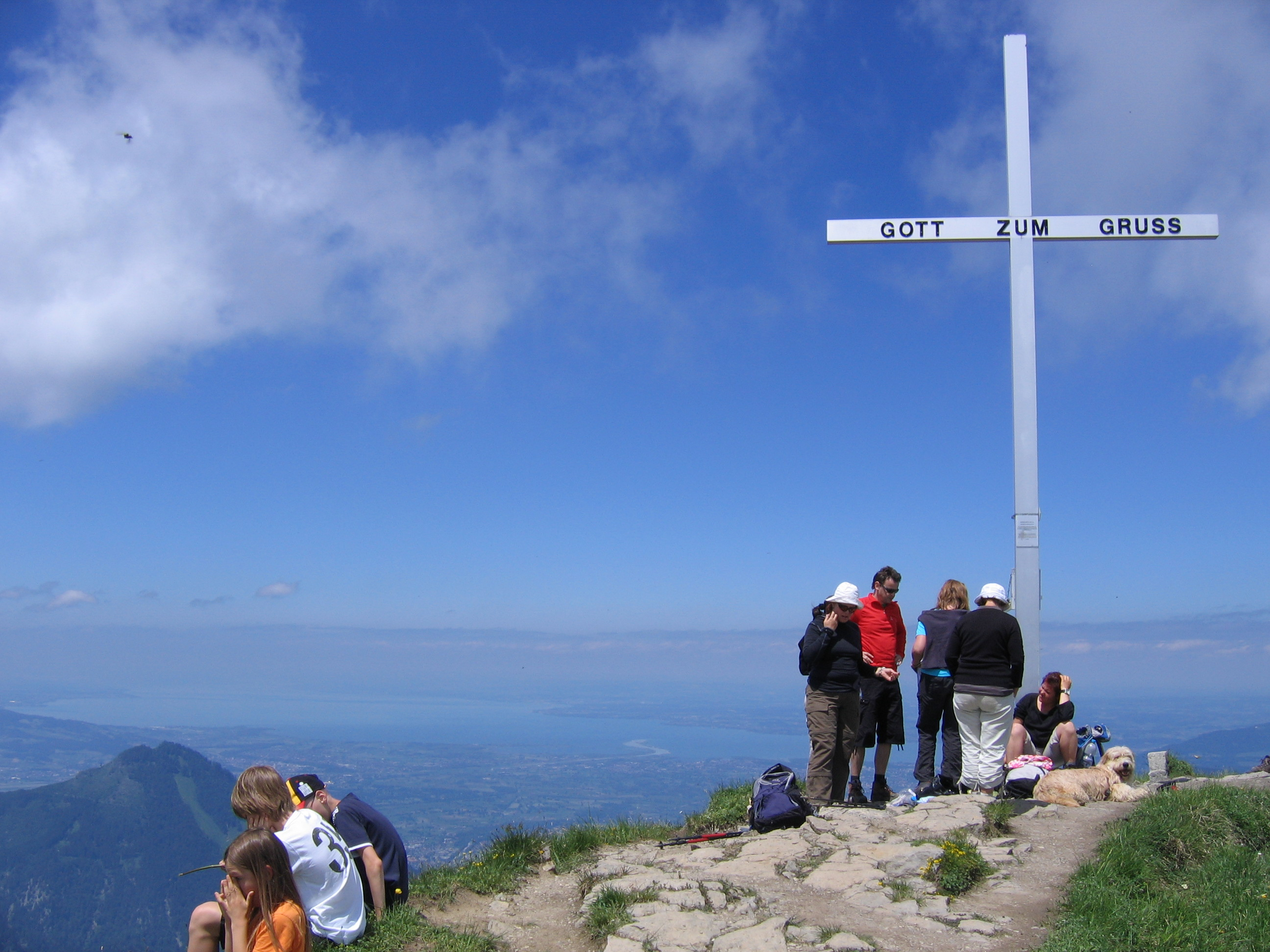
Gipfelkreuz, im Hintergrund der Bodensee

Auf der flacheren Südostseite der Mörzelspitze befindet sich die Obermörzelalpe, am Steilhang des nordwestlichen Teils des Berges ist die Untersehren- und die Obersehrenalpe situiert.
Gut erreichbar sind alle Alpen vom zu Dornbirn gehörenden Bergdorf Ebnit aus sowie aus dem zu Mellau gehörenden und unter Naturschutz stehenden Mellental. Nördlich befindet sich der durch einen markanten Grat erreichbare Leuenkopf, etwas weiter südöstlich der höchste Berg auf Dornbirner Gemeindegebiet, die Sünser Spitze sowie der markante Hohe Freschen.
Das 6 m × 3,2 m große, aus Aluminium gefertigte Gipfelkreuz wurde am 25. Juni 1977 durch die Vorarlberger Naturwacht E.-Gruppe Dornbirn in Teamarbeit mit dem Bundesministerium für Inneres erstellt.